# 3956 Каспар
3956 Каспар (3956 Caspar) — астероїд головного поясу, відкритий 3 листопада 1988 року.
Тіссеранів параметр щодо Юпітера — 3,610.